# Guido Tschugg
Guido Tschugg (14 de mayo de 1976) es un deportista alemán que compitió en ciclismo de montaña en las disciplinas de campo a través para cuatro y dual. Ganó una medalla de bronce en el Campeonato Mundial de Ciclismo de Montaña de 2006 y dos medallas en el Campeonato Europeo de Ciclismo de Montaña, plata en 1998 y bronce en 2006.

## Palmarés internacional
| Campeonato Mundial | Campeonato Mundial                | Campeonato Mundial | Campeonato Mundial    |
| Año                | Lugar                             | Medalla            | Competición           |
| ------------------ | --------------------------------- | ------------------ | --------------------- |
| 2006               | Rotorua (Nueva Zelanda)           | Medalla de bronce  | Campo a través para 4 |
| Campeonato Europeo |                                   |                    |                       |
| Año                | Lugar                             | Medalla            | Competición           |
| 1998               | Špindlerův Mlýn (República Checa) | Medalla de plata   | Dual                  |
| 2006               | Stollberg (Alemania)              | Medalla de bronce  | Campo a través para 4 |